# Sweet Little Rock And Roller
Sweet Little Rock And Roller er en rocksang af skrevet og indspillet af Chuck Berry. Sangen blev udsendt første gang i 1958, hvor den udkom på single. Den handler om en pige, der kan godt lide rock and roll-musik.
Sangen er blevet indspillet af en lang række artister gennem årene. De kendeste coverversioner er indspillet af Dave Edmunds (1972) og af Rod Stewart (1974). I Skandinavien er sangen bl.a. indspillet af Sir Henry & His Butlers og af Eddie Meduza.